# Gabor Kasa
Gabor Kasa (cyr. Гaвop Кaca, ur. 3 lutego 1989 w Suboticy) – serbski kolarz. Startował w igrzyskach olimpijskich w 2012 w Londynie w wyścigu ze startu wspólnego mężczyzn. Reprezentuje turecki zespół Salcano-Arnavutköy.